# Brocklesby
Brocklesby é uma cidade na região de Riverina, no sudoeste de Nova Gales do Sul, na Austrália. A cidade está inserida na área governamental do Greater Hume Shire Council, 45 quilómetros a noroeste do centro regional de Albury. Em 2006, a cidade tinha uma população de 238 habitantes.
Brocklesby é dotada de várias infra-estruturas como um reserva recreativa, escola primária e pré-primária e, desde o ano 2000, um hotel.